# Jüdischer Friedhof (Seligenstadt)

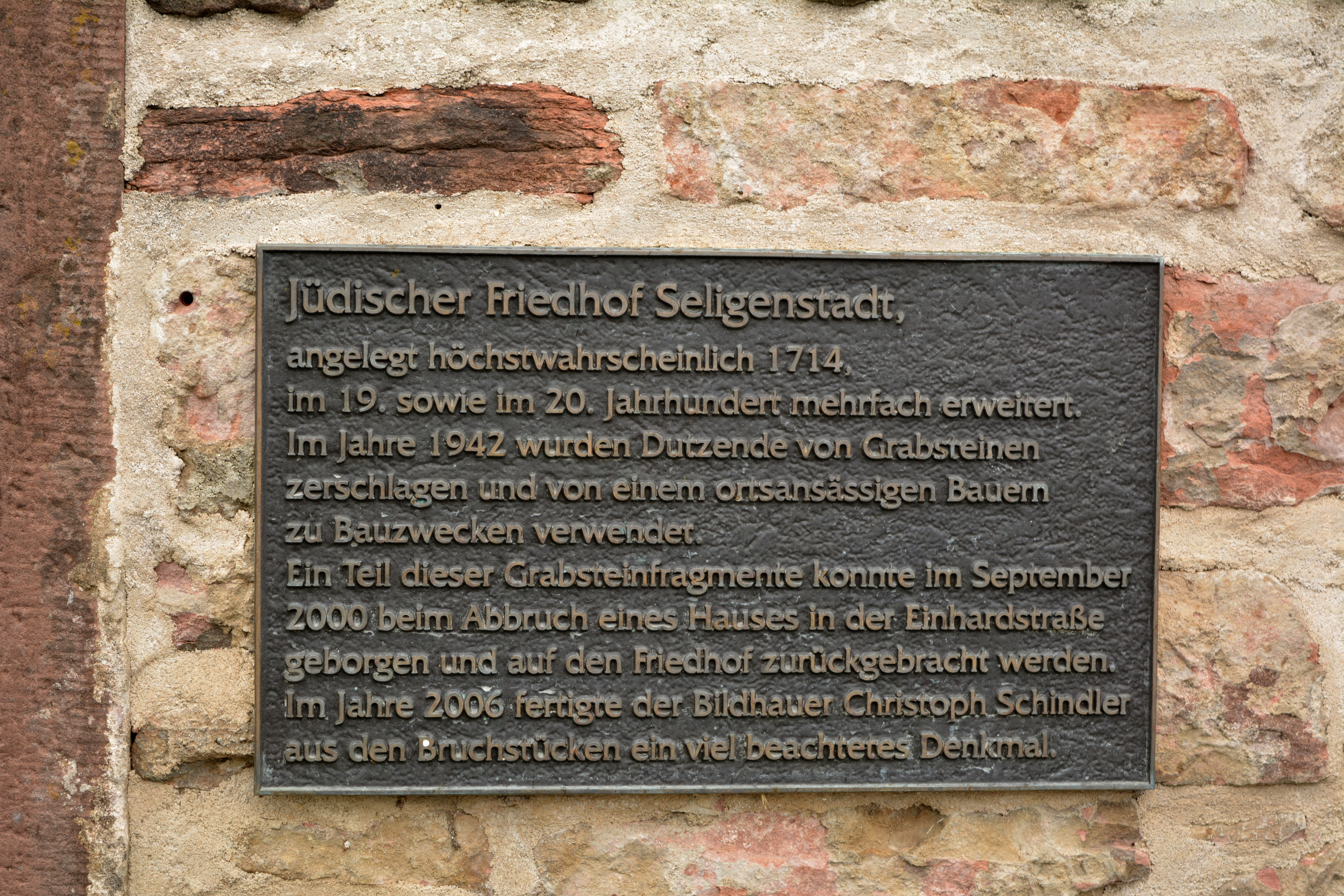
Tafel an der Friedhofsmauer

Der Jüdische Friedhof in Seligenstadt, einer Gemeinde im Landkreis Offenbach in Südhessen, wurde um 1714 angelegt und 1888 bzw. 1926 erweitert. Der jüdische Friedhof an der Einhardstraße ist ein geschütztes Kulturdenkmal.
Der 1494 Quadratmeter große Friedhof wurde in der Zeit des Nationalsozialismus abgeräumt, die Grabsteine wurden zerschlagen und größtenteils verbaut. Von 1942 bis 1945 wurde das Grundstück als Weide missbraucht.
Nach 1945 wurde das Friedhofsgrundstück so weit wie möglich wiederhergerichtet. Es fanden noch zwei Beisetzungen 1954 und 1965 statt.